# Aleksander Baziński
Aleksander Baziński (1887 – 1961) – polski prawnik, sędzia Sądu Najwyższego w latach 1935–1954.
Absolwent prawa na Uniwersytecie Jagiellońskim (1911).
Pracował na stanowisku sędziego, podprokuratora, a od 1930 – wiceprezesa Sądu Okręgowego w Poznaniu.
W 1935 mianowany sędzią Sądu Najwyższego. Zasiadał w Izbie Cywilnej, a w latach 1945–50 orzekał również w Izbie do spraw Adwokatury. Od 1954 w stanie spoczynku; przez pewien czas wykonywał zawód notariusza. Ostatnie lata życia spędził w Łodzi.
Autor podręcznika z zakresu prawa spadkowego (Prawo spadkowe, wyd. 1948).
Z żoną Władysławą mieli dwoje dzieci, z których tylko córka przeżyła II wojnę światową; syn walczył w powstaniu warszawskim.